# ما ينقش العصفور في تمرة العذق
ما ينقش العصفور في تمرة العذق هو الديوان الأول للشاعر السعودي بدر بن عبد المحسن بن عبد العزيز آل سعود، صدرت الطبعة الأولى في عام 1409 هـ الموافق 1989 م ، ويحتوي على 159 صفحة، وكتب مقدمته الدكتور فهد العرابي الحارثي، و يحتوي على مجموعة من القصائد النبطية والعامودية و الحرة، كما يحتوي على العديد من اللوحات التي رسمها ابن عبد المحسن.

## نماذج من قصائد الديوان
| ما ينقش العصفور في تمرة العذق | عضيت أنا اجساد الحروف الواضحه يا اخت الطريق عضيتها صدق الشفاة الناضحه شهد وشري وكان الحديث .. جرح ٍ طري | ما ينقش العصفور في تمرة العذق |